# 伊東正治のミュージック・バル
『伊東正治のミュージック・バル』（いとうまさはるのミュージック・バル）は、MBSラジオで2014年10月5日から2017年3月25日まで放送された音楽番組。毎日放送でアナウンサー・ラジオ編成局長・ラジオ局プロデューサーなどを歴任した伊東正治によるワンマンDJスタイルの冠番組で、新聞などの番組表では「伊東正治の音楽バル」と記されることがある。
2016年10月1日以降の放送時間は、基本として毎週土曜日の19:00 - 19:30（JST）。ただし、番組開始以降、数回にわたって放送曜日・時間帯を変更している（詳細後述）。
なお、当ページでは、2015年7月4日から12月26日まで毎週土曜日の4:35 - 4:55に放送していた関連番組『伊東正治の朝バル』（いとうまさはるのあさバル）についても述べる。

## 概要
MBSラジオで2008年10月から2014年9月26日まで放送していた『モーニングミックス』の後継番組。同番組のプロデューサーで、2013年3月9日放送分からは土曜日（金曜深夜）→金曜日（木曜深夜）のパーソナリティを兼務していた伊東が、構成・選曲・出演・番組公式サイト内「スタジオ日記」の執筆などの役割を一手に担っている。
当番組では、「日曜の夕方に開店する街角のミュージック・バー（Bar）」というコンセプトで、伊東の選曲やリスナーからのリクエストを基に洋楽や歌謡曲を放送。話題の新曲・舞台劇・コンサート・イベントや新作映画についても、伊東の感想や関係者へのインタビューなどを交えながら随時紹介する。『モーニングミックス』でパーソナリティを兼務した時期からの慣例で、毎月最後の放送では、伊東が推奨するCDアルバムを希望するリスナーに抽選で進呈している。
2015年3月29日までは、基本として生放送。ただし、前述のインタビューをおおむね事前に収録したほか、伊東の他のスケジュールとの兼ね合いで全編を収録放送に差し替えたこともある。
2015年のプロ野球シーズン（ナイターイン編成）では、放送枠を水曜日の24時台（木曜日の0時台）に移動。放送時間を30分間に短縮するとともに、基本として全編を事前に収録するようになった。その一方で、同年7月4日から12月26日までは、『伊東正治の朝バル』を毎週土曜日の4:35 - 4:55に放送。『ミュージック・バル』と同じスタイルながら、「朝早く頑張る人を応援する番組」というコンセプトで、早朝にふさわしい爽やかな音楽と明るい話題を伝えていた。
なお、2015年度以降のナイターオフ編成では、『ミュージック・バル』を毎週土曜日の19:00 - 19:30に放送。2016年のナイターイン編成では、基本放送枠を同曜日の24:00 - 24:30（日曜日の0:00 - 0:30）に設定するとともに、「MMZ（MBS-FM MUSIC ZONE）906!」（MBSラジオが月 - 土曜日の深夜に編成していた音楽系の番組レーベル）へ加わった。2016年度のナイターオフ編成では、放送枠を毎週土曜日の19:00 - 19:30へ戻したため、「+MUSIC 906!」（同編成の開始を機に設けられた「MMZ　906!」の後継レーベル）内の番組としては最も早い時間帯に放送されている。
足掛け3年半にわたって放送されてきたが、2017年3月25日放送分で終了。伊東自身は「今シーズン（2017年のプロ野球シーズン中）はいったんお休みします」という表現で、今後の放送再開に含みを残していた。しかし、2017年の10月改編で『おわらナイト』（伊東がパーソナリティを務める金曜日深夜＝土曜日早朝の生放送番組）を開始することから、同年9月末に当番組の終了が正式に発表された。

## 放送時間

### 『伊東正治のミュージック・バル』

#### ナイターオフ編成版
- 2014年度（2014年10月5日 - 2015年3月29日）　毎週日曜日 17:59 - 19:00
  - 放送週によっては、上記の放送枠と『MBSサンデースペシャル』枠（20:00 - 21:00）の2部構成で生放送を実施することがあった[7]。
- 2015年度版（2015年10月3日 - 2016年3月26日）・2016年度版（2016年10月1日 - 2017年3月25日）　毎週土曜日　19:00 - 19:30
- 『MBSベースボールパークスペシャル』としてクライマックス・シリーズや日本シリーズのナイトゲームを中継する場合には、原則として当番組を休止。ただし、クライマックス・シリーズ期間中の2014年10月12日には、放送枠を19:25 - 21:00に移したうえで第2回を放送した[8]。

#### ナイターイン編成版
- 2015年度版（2015年4月1日 - 2015年9月23日）  毎週水曜日 24:30 - 25:00
- 2016年度版（2016年4月2日 - 2016年9月24日）  毎週土曜日 24:00 - 24:30
  - プロ野球シーズン中に『MBSベースボールパーク』枠のナイトゲーム中継を延長する場合には、放送開始時間を遅らせることを前提に、放送枠のスライドで対応する。

### 『伊東正治の朝バル』
- 2015年7月4日 -  2015年12月26日　毎週土曜日　4:35 - 4:55
  - 2015年のナイターイン編成から毎週火曜日 - 土曜日の未明（基本として2:00 - 4:55）に放送中の『Till Dawn Music』については、当番組の放送開始を機に、土曜放送分のみ基本放送枠を2:00 - 4:35に短縮している。
  - レギュラー放送終了の翌日（2015年12月27日）には、当番組から派生した特別番組『伊東正治の朝バル・サンデー』を、8:00 - 8:30に放送した[9]。

## パーソナリティ
- 伊東正治（公式サイト上の肩書は「ミュージック・バルの店主」）
  - 2011年7月5日で毎日放送の定年（60歳）を迎えた後も、「シニアスタッフ」[10]として、MBSラジオで『モーニングミックス』などの番組を制作。当番組の放送期間中にも、アナウンサー時代の後輩がパーソナリティを務める生ワイド番組（『子守康範　朝からてんコモリ!』『松井愛のすこ～し愛して★』など）において、パーソナリティ代理やナレーターを担当することがある。
  - 2015年1月11日から同年3月までの『ミュージック・バル』では、ラジオショッピングコーナーを内包する場合や、生放送中にゲストを迎えたりする場合に大津びわ子（通称「びわりん」）が当該コーナーにのみ伊東のパートナーとして出演していた[11]。なお、ラジオショッピングコーナーについては、放送枠の移動による休止を経て『朝バル』に内包していた。
  - 「シニアスタッフ」の任期を満了した2016年8月以降も、フリーランスのプロデューサー・アナウンサーとして、当番組を含めた「シニアスタッフ」時代の担当番組に携わり続けている。

## 『ミュージック・バル』での主なコーナー
コーナーの名称は番組公式サイトに準拠。ただし、いずれの名称も、実際の放送では使われていない。
- 僕のCDラック
  - 伊東にとって忘れられない楽曲や、話題の新曲を放送。放送する楽曲はいずれも、伊東自身の選曲による。放送日によっては、「映画音楽特集」など、放送する楽曲のジャンルやアーティストなどを統一することもある。
- エンタメ・MIX
  - MBSラジオのサービスエリアである関西地方で開催中（または開催予定）の舞台劇・コンサート・イベントや、公開中（または公開予定）の新作映画に関する情報を紹介。『モーニングミックス』のパーソナリティ時代に続いて、伊東自身が試写会や関係者へのインタビューに出向いたり、スタジオにミュージシャンや映画監督を招いたりすることもある。

『朝バル』でも、後半のラジオショッピングコーナー以外は、特にコーナーを設けていない。ただし、ラジオショッピングコーナーの担当者からリクエストを受けたうえで、コーナーの直後にリクエスト曲を放送することがあった。
2016年度のナイターオフ編成では、「聞き比べリクエスト」という企画を後半に放送。ある楽曲の原曲およびカバーソングのリクエストをリスナーから受け付けるとともに、リクエストから毎回1 - 2曲単位で原曲　→　カバーソングの順に流していた。